# Élémir Bourges

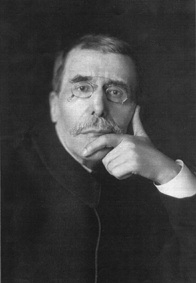
Élémir Bourges.

Élémir Bourges, född 26 mars 1852 i Manosque, död 13 november 1925, var en fransk författare.
Bourges debuterade 1884 med tidsromanen Le crépuscule des dieux. Som hans främsta verk räknas Les oiseaux s'envolent et les fleurs tombent (1893), som var tydligt präglad av 1890-talets symbolism. Han var medlem av Goncourtakademien alltifrån dess instiftande.